# Marmeladupproret
Marmeladupproret är en svensk dramafilm från 1980 med regi och manus av Erland Josephson. Josephson spelar även filmens huvudroll som Karl Henrik Eller och i övrigt medverkade bland andra Bibi Andersson, Marie Göranzon och Jan Malmsjö.

## Handling
Professor Karl Henrik Eller kommer hem till kedjehuset där han bor och med sig har han en papperskasse med mat. Han börjar plocka upp varorna ur kassen och när han tar fram aprikosmarmelad reagerar hans hustru Maj som utbrister att de minsann alltid har ätit apelsinmarmelad. Detta får Karl Henrik att lämna hemmet och ta in på hotell.

## Om filmen
Inspelningen ägde rum i Sverige och Portugal med Sven Nykvist som fotograf. Filmen klipptes av Sylvia Ingemarsson och premiärvisades den 11 februari 1980 på biografen Spegeln i Stockholm.
Filmen mottog övervägande negativa recensioner och kritiserades för att innehålla alltför mycket dialog.
Marmeladupproret har visats i Sveriges Television 1983 och 1999 samt i september 2020.

## Rollista
- Erland Josephson – Karl Henrik Eller
- Marie Göranzon – Maj
- Jan Malmsjö – Edvard
- Bibi Andersson – Anna-Berit
- Lotta Larsson	– Hanna
- Ulf Palme – Per Hugo
- Kristina Adolphson – Aina
- Susanna Hellberg – Ellen
- Ingvar Kjellson – redaktören
- Meta Velander – hovmästarinnan
- Börje Ahlstedt – fotografen
- Christina Carlwind – expediten
- Björn Gustafson – nattvandraren
- Olof Lundström – portiern